# Kremlin Cup 2003
La Kremlin Cup 2003 è stato un torneo di tennis giocato sul cemento indoor. È stata la 14ª edizione del torneo maschile che fa parte della categoria International Series nell'ambito dell'ATP Tour 2003 e l'8ª del torneo femminile che fa parte della categoria Tier I nell'ambito del WTA Tour 2003. Il torneo si è giocato allo Stadio Olimpico di Mosca, in Russia, dal 29 settembre al 5 ottobre 2003.

## Campioni

### Singolare maschile
Taylor Dent ha battuto in finale  Sargis Sargsian,7–6(5), 6–4

### Singolare femminile
Anastasija Myskina ha battuto in finale  Amélie Mauresmo con il punteggio di 6–2, 6–4

### Doppio maschile
Mahesh Bhupathi /  Maks Mirny hanno battuto in finale  Wayne Black /  Kevin Ullyett con il punteggio di 6–3, 7–5

### Doppio femminile
Nadia Petrova /  Meghann Shaughnessy hanno battuto in finale  Anastasija Myskina /  Vera Zvonarëva con il punteggio di 6–3, 6–4